# XY密码
《XY密码》（英語：X&Y）是英国摇滚乐队酷玩的第三张录音室专辑，在2005年6月6日由帕洛风唱片发行于英国。专辑由乐队和英国专辑制作人 Danton Supple 共同制作，受到欧洲电子音乐曲风的影响。专辑的制作过程并非一帆风顺，原有计划是由英国专辑制作人肯·尼尔森制作专辑中的多数曲目，但乐队对他们与其共同创作的很多歌曲并不满意，故最终放弃了这些歌曲。专辑的封面由色彩和方块组合而成，是博多码（Baudot Code）的一种艺术表示形式。
专辑包含12首曲目和一首隐藏曲目，“Til Kingdom Come”。 它没有在专辑封套上印出，只在光盘上和专辑内页的列表中被标记为“+”。这首歌最初计划是让美国乡村音乐创作歌手约翰尼·卡什和克里斯·马丁共同演唱，但是卡什在能够参与制作前就不幸去世。曲目“Talk”本来是打算作为B面歌曲，在专辑之后随“Speed of Sound”单曲发行。2005年3月，“Talk”的一个版本在互联网上被泄露，其歌词不同于最终出现在专辑中的版本。
最初传言专辑将被命名为“Zero Theory”。根据马丁的说法，专辑名称中的 X 和 Y 代表了生活中的高潮和低谷。经过发布前的大量宣传活动，《XY密码》在全球范围内获得了商业上的成功，夺得了包括英国和美国在内的很多地区音乐榜单的榜首，其中在美国地区是他们第一次夺得头名。《XY密码》是2005年发行的专辑中销售量最多的，单在2005年全球累计销量就达到了830万张。至今，这张专辑在全球已经售出了超过1300万张。

## 背景
2004年3月，酷玩公布了他们制作《XY密码》的细节，尽管最初计划是在这一年让乐队避开公众关注。主唱克里斯·马丁说，“我们真的觉得我们需要一段远离注目的时间，我们今年肯定不会发布任何的东西，因为我觉得人们有点厌倦我们了。”但是由于他们的第二张专辑 A Rush of Blood to the Head 的成功所带来的压力，这个计划未能实现，但是他们仍试图“做出任何人听过的最好的东西”。
在此次公布之前，马丁、吉他手强尼·邦蓝和英国专辑制作人肯·尼尔森已经开始在芝加哥制作样本唱片。乐队随后在2004年1月进入位于伦敦的录音室。

## 录制
乐队为制作专辑花了18个月。最终发行的专辑是制作时第三次推倒重来的版本，于后期的录音期录制，所以从某种程度上来说《XY密码》可以被看作是酷玩的第五张专辑。乐队并不满意第一次与尼尔森合作的录制成果。尽管尼尔森制作了乐队的前两张专辑，他还是被乐队辞退，实际上禁止了他参与专辑制作，其合作制作的歌曲也被放弃。
专辑最初设定的发行时间在2004年，乐队因此被迫将专辑发布延期到2005年1月。但随着新目标日期的临近，乐队再一次放弃了已有的歌曲，认为它们“平面”和“缺乏激情”。在此次录音期间共写了60首歌曲，其中的52首被放弃。乐队开始为计划中的巡回演出排演歌曲，却发现它们的现场版本要好于录音室录制的效果：“我们意识到我们并没有合适的曲目，而因为我们开始（不断地）演奏它们，其中某些歌曲逐渐地在现场演唱时听起来好于录制效果，所以我们决定回去重新录制。”吉他手强尼·邦蓝说乐队制作专辑时在“每一个方面”力图让自己做到更好，但是他们觉得专辑听起来相对于之前的作品反而像是在退步。
在对完美的追寻中，酷玩不得不“精益求精并努力工作将事情做好”乐队选择了曾经混音处理了 A Rush of Blood to the Head 中大量曲目的 Danton Supple 来督制《XY密码》。当一月来临时，乐队必须要完成专辑，他们意识到“对录音的期望继续增长”的压力，而“完成它变得越来越困难”。最终，乐队决定使用曲目“Square One”。它被马丁描述为“战斗号令”和对他们每一个人“不要为其他任何事或任何人所吓倒”的“请求”。完成这首曲目后，乐队感觉他们可以无需顾虑其他人的要求而作出自己的歌曲了。在这个月中，乐队进入了制作的最后几周，为曲目的最终完成而工作。
鼓手威尔·查恩后来承认乐队当时并不急于完成专辑，“因为再一次巡演的前景是如此地令人畏惧，我们觉得我们应该慢慢来，而且我们想确保它能成为它可能达到的最好”。根据他的说法，乐队没有设定最后期限，这样可以使他们不会感到是被迫完成一件事。当一个合适的期限设下后，乐队比之前的录音期效率更高。在这个关键的时间点上，乐队创作了“大约14至15首歌”.关于为何完成得这么晚，马丁补充说他们“……不断给录音（添加）完成最后（的一笔），直到没有时间为止……（他们）当时不会去听它，因为（他们会）想起什么东西然后又返回去重改。”

## 作曲

### 音乐

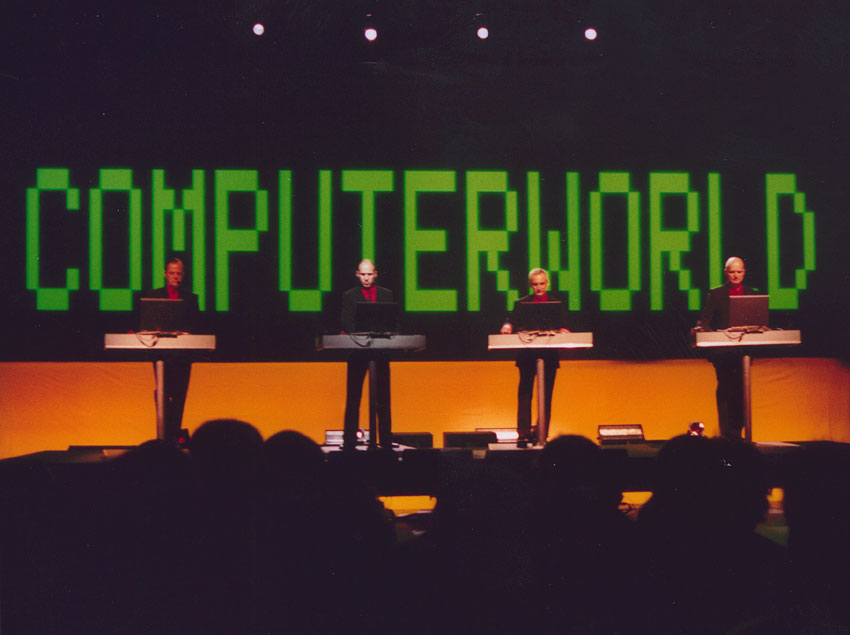
酷玩得到了发电厂乐团的许可，为曲目“Talk”使用“Computer Love”中的主要重复低音组（main riff）。

酷玩乐队提及了专辑创作中受到的多重方面影响。德国电子音乐先驱发电厂乐团的影响显而易见：歌曲“Talk”借用了其1981年曲目“Computer Love”中的合音背景旋律。其他的还包括英国1970年代电音前辈如大卫·鲍伊和布莱恩·伊诺。后者后来参与制作了乐队专辑  Viva la Vida or Death and All His Friends 和 Mylo Xyloto，并在本专辑中作为合成器背景乐演奏者录制了曲目“Low”。专辑第一首单曲
“Speed of Sound”，同样从凯特·布什的歌曲 Running Up that Hill 中的鼓点得到了灵感。根据纽约时报的 Jon Pareles，乐队试图将“‘Clocks’的美感带入”整张专辑，同时借用了像“Speed of Sound ”这样的歌曲中的特色。开场曲目“Square One”使用了交响诗查拉圖斯特拉如是說（Also sprach Zarathustra）中的音乐开头片段，后一作品因作为斯坦利·库布里克1968年的科幻电影2001太空漫游片题曲而闻名。标识性的三音符序列的不仅被用于合音器小片段在歌曲中反复出现，也作为副歌中的一部分，由克里斯·马丁用他标志性的假声唱出。
“Fix You”使用了风琴和钢琴音。歌曲开头以低音量的电子风琴谣曲引导，伴随着马丁的假声演唱。接下来原声吉他和钢琴逐渐参与演奏。进行到歌曲中部时声音突然陡变，悲沧的三音符吉他音以富感染力的弱拍节奏响起。其乐器组织编排了旋绕于背景音中教堂式风格的风琴声，钢琴音符，原声和电吉他的即兴重复段，以及现场跟唱者的合唱声。“The Hardest Part”包含了一曲更快速的钢琴谣曲，以一个重复的二音符钢琴低音组开头，以及一只简单弹唱的吉他。歌曲以乐队对乐器低音组的继续演奏减弱而结束。“Talk”的音乐主要建立于一支由强尼·邦蓝演奏的吉他弹拨。曲目使用了一种催眠术般的速度，配合威尔·查恩节拍器式的鼓点，在歌曲结尾声音逐渐弱减时还加入了一种类似于铙钹的声音。“Speed of Sound”是一首类似的歌曲，但其音乐主要基于钢琴。歌曲也得益于不停断的装饰性的键盘音组以及音节更细碎的副歌，歌曲从而逐渐演变为低音鼓节拍和充满合成音的副歌。

### 歌词
从歌词上来看，X&Y 显然偏离于之前专辑的写作方式。在他们之前的作品中，马丁多数情况下用英文的第一人称“我”来演唱，而专辑更多改用第二人称“你”。相应地，专辑中的歌曲反映了马丁的“困惑，畏惧，希望和爱”，歌词“真诚而模棱两可”。

## 包装

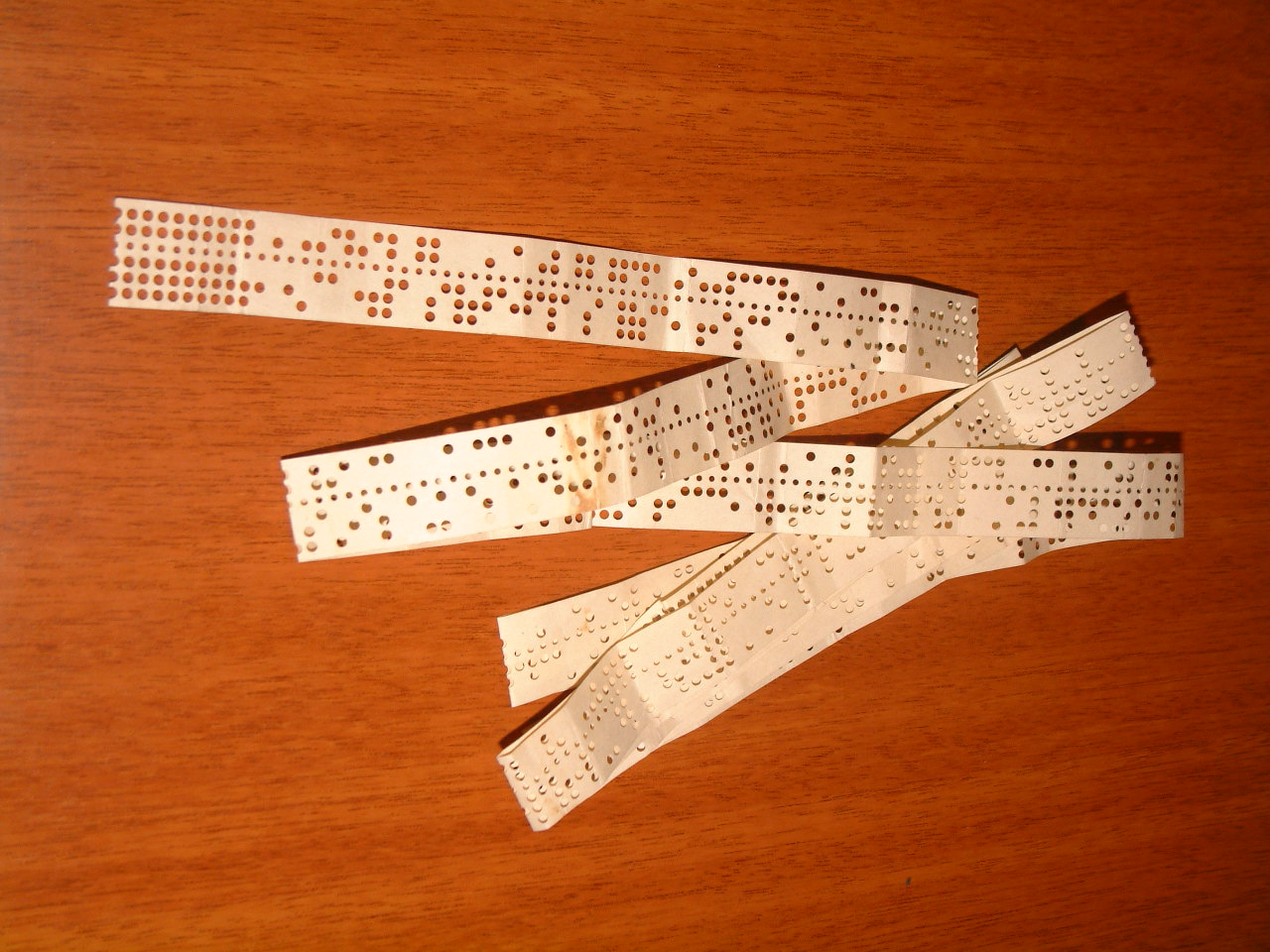
博多码是X&Y封面艺术主题。

X&Y 的封面艺术是由二人设计团队Tappin Gofton设计，团队由Mark Tappin 和 Simon Gofton组成。 图像由颜色和方块的组合构成，是博多码（Baudot Code）的一种图像表达方式。博多码是一种早期形式的电报通讯代码，使用0和1构成的序列来实现通信。这种编码是由法国人伊米尔·博多于1870年代发明的，是一种被广泛使用于地面和电报通讯的方式。但由于设计时对编码符号与数字转换方式的错误理解，封面的博多码代表的不是“X&Y”，实际上应该翻译为“X96”。

## 发行与宣传

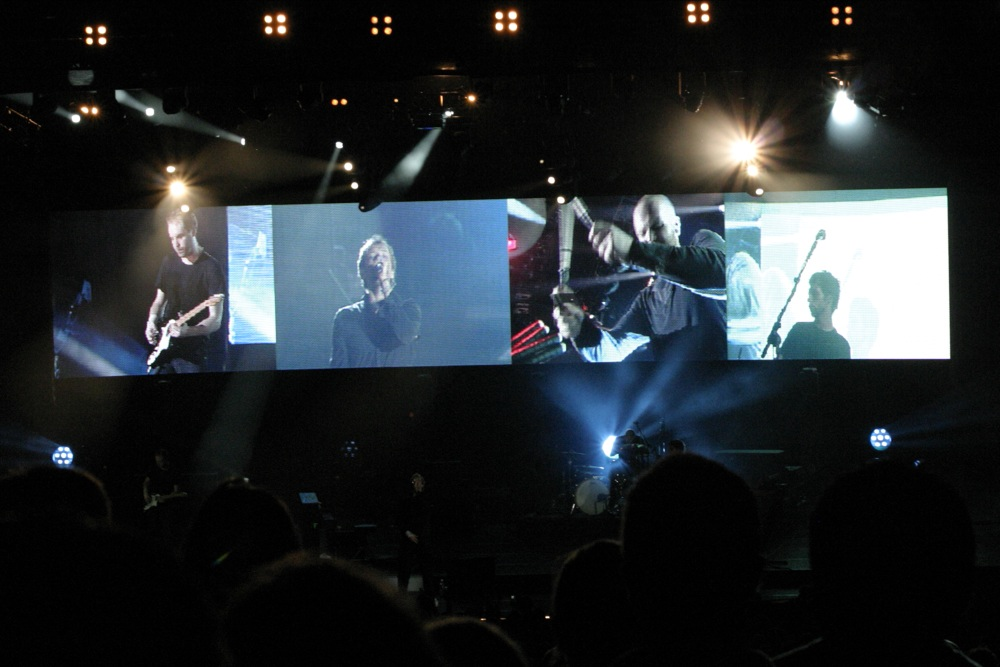
2005年至2006年宣传《XY密码》的Twisted Logic巡演。

X&Y 本来是计划在2004年发行，而早期的新闻指出专辑至少要到2005年才能推出。但是由于乐队的个人偏好，早期几次录制的歌曲被废弃，导致预期的发行时间被推迟到了2005年1月。然而期限过后专辑继续跳票，乐队设立了新的发布日程表。在2005年初，有传言专辑将被命名为“Zero Theory”，而专辑的目标发行时间被定到了2005年3月到5月之间。在4月初，乐队终于最终确定了专辑的曲目列表。 最终，专辑于2005年6月6日由帕洛风唱片在英国发行。Capitol唱片接下来于6月7日在美国发行了专辑。在某些地区，专辑使用了被称为Copy Control的防拷贝系统。在2008年，Capitol发行了重新制作的双碟黑胶版唱片，作为其“From the Capitol Vaults”系列收藏。
在专辑发布前的大约三个月，酷玩开始在现场表演中演奏新专辑中的数首歌曲。乐队在KCRW电台年度的“A Sounds Eclectic Evening”中的演出成为了被大力报道的对象。他们表演了5首《XY密码》中的歌曲，以及他们之前的一些受欢迎曲目。在其中“The Scientist”曲目的演唱中，马丁反向演唱了其中的一段。这是他在拍摄其 MV 时练成的技巧。
专辑有四首单曲全球发布：2005年的“Speed of Sound”、“Fix You”和“Talk”，以及2006年的“The Hardest Part”。 第五首单曲“What If”于2006年6月在位于法国以及比利时和瑞士的法语区电台发布。一张商业唱片也在比利时发布，包含了与“The Hardest Part”（“How You See the World”在伯爵阁展览中心（Earls Court Exhibition Centre）的现场录音）相同的B面；它同样也在其他欧洲地区和日本、澳大利亚的市场发行。单曲还包含了“Tom Lord-Alge混音”版的“What If”（不同于专辑版本）作为A面。最后，2007年，为了配合乐队的拉丁美洲巡演活动，“White Shadows”在拉美地区作为单曲发行。它也补全了专辑的在这些地区发布的特别“巡演版”。

## 反响

### 评价
X&Y 在2005年发布时，其综合受欢迎程度是积极的。根据评论聚合类网站 Metacritic 综合33份评论的结果，专辑得到了72分（100为满分）。Allmusic 的编辑 Stephen Thomas Erlewine 称赞《XY密码》为“……一张好唱片，有活力、专业而且自信，作为‘A Rush of Blood to the Head’的后续，音响上是令人满意的”，称其为“无暇的”和“强烈的、技艺高超的专辑”。但是 Erlewine 对马丁的歌曲创作有意见，认为专辑反映了马丁的“唯我主义是一条死路，损害了乐队的境界”。Alexis Petridis 在他2005年3月为卫报写的评论中表达了自己对专辑的复杂感受。Petridis 赞扬了专辑中的某些歌曲，称它们“被最美妙地组织起来”；但是他抨击了歌词，宣称“它们是如此地缺乏个性，以至于它们听起来不太像歌词了”。与这些积极的评论形成对比的是音乐评论站点 Pitchfork Media，它只给出了10分满分中的4.9分的差评，宣称专辑“……平淡而不令人厌恶，可听但不值得珍藏”。
为数不少的评论者（特别是主流媒体）表示《XY密码》没有达到前一张专辑 A Rush of Blood to the Head 设下的标准。酷玩还由于主打单曲“Speed of Sound”和当时乐队最受欢迎的单曲“Clocks”的相似程度而受到批判。某些人还指出专辑自始至终出现的与爱尔兰乐队 U2 的音乐的显著相似处。滚石杂志的 Kelefa Sanneh 对《XY密码》不甚满意，说它相比于“勇敢地争取达到伟大”的 A Rush of Blood to the Head，“没有那么激动人心”。Sanneh 指出专辑是“一支如气球般膨胀了的乐队努力使自己不漏气所发出的声音”和“其中惊人数量的歌曲没有能够飞翔起来”。尽管如此，他还是赞扬了专辑中出现的“听起来酷玩式的动人的歌谣”。

## 曲目列表
除特别注明外，全部歌曲均由四人共同創作。
| 主唱片   | 主唱片                                                               | 主唱片 |
| 曲序     | 曲目                                                                 | 时长   |
| -------- | -------------------------------------------------------------------- | ------ |
| 1.       | Square One                                                           | 4:47   |
| 2.       | What If                                                              | 4:57   |
| 3.       | White Shadows                                                        | 5:28   |
| 4.       | Fix You                                                              | 4:54   |
| 5.       | Talk（Berryman，邦蓝，查恩, 马丁, Hütter，Bartos，Schult）           | 5:11   |
| 6.       | X&Y                                                                  | 4:34   |
| 7.       | Speed of Sound                                                       | 4:48   |
| 8.       | A Message                                                            | 4:45   |
| 9.       | Low                                                                  | 5:32   |
| 10.      | The Hardest Part                                                     | 4:25   |
| 11.      | Swallowed in the Sea（Berryman，邦蓝，查恩, 马丁, Menken，Schwartz） | 3:58   |
| 12.      | Twisted Logic（實際時長4:31，最後30秒為空白）                        | 5:01   |
| 13.      | Til Kingdom Come（隐藏曲目）                                         | 4:10   |
| 总时长： | 总时长：                                                             | 62:35  |

| Bonus Tracks | Bonus Tracks                                        | Bonus Tracks |
| 曲序         | 曲目                                                | 时长         |
| ------------ | --------------------------------------------------- | ------------ |
| 14.          | How You See the World（只出现在某些日本发行版本中） | 4:04         |

## 资料来源
1. ↑  Parker, Lyndsey. . Yahoo! Music. 11 March 2006  [2008-09-17]. （原始内容存档于2008-12-12）.
2. ↑  Simpson, Dave. . The Guardian (guardian.co.uk). 2005-04-07  [2008-10-13]. （原始内容存档于2012-11-14）.
3. 1 2  Cohen, Jonathan. . Billboard (Nielsen Business Media, Inc). 4 April 2005  [2008-09-18]. （原始内容存档于2012-05-26）.
4. ↑  . Coldplaying.com.   [2011-11-23]. （原始内容存档于2012-01-04）.
5. ↑  Wiederhorn, Jon. . MTV. 10 March 2004  [2008-09-16]. （原始内容存档于2009-01-14）.
6. 1 2  Orshoski, Wes. . MTV. 29 January 2004  [2008-09-16]. （原始内容存档于2009-01-13）.
7. 1 2 3  Petridis, Alexis. . The Guardian. 27 May 2005  [2008-09-18]. （原始内容存档于2012-11-13）.
8. 1 2 3 4 5 6  Montgomery, James. . MTV. 26 May 2005  [2008-09-16]. （原始内容存档于2009-01-13）.
9. ↑  Wild, Debs.  (PDF). Coldplay.com: 5. 2003  [2008-09-25]. （原始内容 (PDF)存档于2007-09-28）.
10. ↑  Brandle, Lars. . Billboard (Nielsen Business Media, Inc). 11 March 2005  [2008-09-25]. （原始内容存档于2012-06-29）.
11. 1 2 3  Cohen, Jonathan. . Billboard (Nielsen Business Media, Inc). 12 January 2005  [2008-09-16]. （原始内容存档于2013-01-03）.
12. ↑  Montgomery, James. . MTV. 17 February 2005  [2008-09-17]. （原始内容存档于2009-01-13）.
13. ↑  . Xfm News. 19 May 2005  [2009-03-30]. （原始内容存档于2012-02-11）.
14. 1 2 3  Pareles, Jon. . Nytimes.com. 2005-06-05  [2011-10-10]. （原始内容存档于2015-05-08）.
15. ↑  . NME. 19 September 2005  [2008-10-28]. （原始内容存档于2016-06-25）.
16. ↑  . Virgin Media. 5 September 2005  [2008-10-28]. （原始内容存档于2008-12-08）.
17. ↑  . Daily Mirror. 2 September 2005  [2009-05-22]. （原始内容存档于2011-06-05）.
18. ↑  Hubbard, Michael. . MusicOMH. 5 September 2005  [2008-10-28]. （原始内容存档于2008-12-01）.
19. 1 2  . Last.fm. April 2006  [2008-11-17]. （原始内容存档于2021-10-06）.
20. 1 2  Begrand, Adrien. . PopMatters. 2005-06-05  [2011-10-26]. （原始内容存档于2012-11-03）.
21. 1 2  . Last.fm. December 2005  [2008-11-18]. （原始内容存档于2021-10-05）.
22. ↑  Scoppa, Bud. . Paste. 1 June 2005  [2008-08-29]. （原始内容存档于2019-11-02）.
23. ↑  Tangari, Joe. . Pitchfork Media. 7 June 2005  [2008-08-29]. （原始内容存档于2008-08-13）.
24. 1 2 3  Erlewine, Stephen Thomas. . Allmusic. Macrovision Company.   [2008-09-18]. （原始内容存档于2011-03-10）.
25. ↑  Montgomery, James. . MTV. 8 June 2005  [2008-09-18]. （原始内容存档于2009-08-23）.
26. ↑  Smith, Gil.  (PDF). Baudot.net. 2001  [2008-07-11]. （原始内容存档 (PDF)于2008-08-20）.
27. ↑  . Xfm. 14 February 2005  [2009-07-24]. （原始内容存档于2011-06-06）.
28. ↑  Corey, Moss. . MTV. 14 March 2005  [2008-09-16]. （原始内容存档于2010-04-26）.
29. ↑  . Coldplaying.com.   [2008-09-17]. （原始内容存档于2011-01-07）.
30. ↑  . Metacritic. CBS Interactive.   [2011-10-26]. （原始内容存档于2018-10-03）.
31. ↑  Tangari, Joe. . Pitchfork Media. 2005-06-06  [2011-10-26]. （原始内容存档于2022-04-20）.
32. 1 2  Sanneh, Kelefa. . Rolling Stone. 16 June 2005  [2008-09-18]. （原始内容存档于2008-02-06）.